# Аловерт, Николай Павлович
Николай Павлович Аловерт (1847—1927) — русский писатель и журналист, издатель, редактор.

## Биография
Отец Николая Павловича был подкидышем, найденным рабочими на рудниках Алаверды между Грузией и Арменией, привезен в Воронеж и назван Павлом. Фамилию Аловерт получил от искажённого названия рудника.
Н. П. Аловерт переехал в Петербург, получил хорошее образование. До революции работал журналистом, литератором, издателем.
В 1879—1883 годах был редактором столичного еженедельного иллюстрированного журнала литературы, науки и искусств «Огонёк». Состоял в переписке и поддерживал дружеские отношения с И. С. Тургеневым, И. А. Гончаровым, Я. П. Полонским, А. А. Потехиным, П. П. Вагнером и другими, чьи произведения печатались на страницах журнала.
Затем стал издателем ряда собственных журналов, в первую очередь для женщин, в том числе:
- Парижские Модели Шляп, выходил в городе Санкт-Петербург, 10—12 раз в год, журнал для модисток[1]
- Модный курьер: Издание для портних. Санкт-Петербург. 1900—1910 гг.
- Модный свет
- Модный магазин. 1906—1910
- Новый русский базар.
- Журнал моды хозяйства и литературы. Издание для портних. 1906—1910
- Вестник моды. Санкт-Петербург. 1885—1917 гг.
- Парижская мода (издание для семьи) Санкт-Петербург. 1901—1905
- Детские платья и бельё
- Бельё и вышивки

Автор ряда поваренных книг для женщин. Среди них особое место занимают:
- 100 блюд из овощей
- 100 блюд из картофеля
- 100 кушаний из остатков
- 100 рецептов приготовления грибов

Издания, выпускаемые Н. П. Аловертом, пользовались огромной популярность у женщин Российской империи и за рубежом.
Так, женский журнал «Модный курьер» помещал в каждом номере выкройки всех рисунков, опубликованных на его страницах. Подписчикам кроме того предоставлялась скидка на цены купленного товара в магазинах, перечень которых печатался в номерах на протяжении года.
Еженедельник «Вестник моды» издавался в пяти ценовых вариантах в зависимости от количества выкроек, прилагавшихся к нему.
После 1917 его издательство, всё имущество и средства, были национализированы новой властью. Будучи в преклонном возрасте Н. П. Аловерт устроился на работу корректором. Оставил работу уже перед смертью.
Оставшись не у дел, разработал вариант беспроигрышной игры в рулетку, жил на то, что распродавал оставшуюся мебель из красного дерева.

## Семья

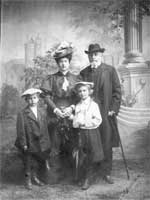
Н. П. Аловерт с семьёй

Николай Павлович Аловерт женился поздно на Софье Бабушкиной, по матери — фон Штакельберг, которая была намного его моложе. От этого брака родилось двое детей, дочь Любовь и сын Николай (расстрелян в 1937 г.).
Внучка — Аловерт, Нина Николаевна — одна из самых известных балетных фотографов по обе стороны океана, автор многих балетных монографий и альбомов. Автор книг, в частности, «Михаил Барышников. Я выбрал свою судьбу» Серия: «Звезды балета» Издательство: АСТ-Пресс Книга. 2006.